# Oxychilus lanzai
Oxychilus lanzai is een slakkensoort uit de familie van de Oxychilidae. De wetenschappelijke naam van de soort is voor het eerst geldig gepubliceerd in 1976 door Forcart.